# Rune Haako
Rune Haako är en fiktiv karaktär i Star Wars. Spelas av James Taylor (Episode I) och Sandy Thompson (Episode III) . Rune Haako är Vicekung Nute Gunrays förste adjutant samt diplomatiskt sändebud. Haako har ett rykte att vara en mycket slug affärsman men är som de flesta Neimoiderna feg, girig och hänsynslös. 

## Historia
- Episode I: I Episode I är Haako tillsammans med vicekungen på flaggskeppet Saak'ak. När Jedi-riddarna är på väg mot kontrollbryggan blir han ängslig och begär att droidekor omedelbart ska skickas för att hjälpa dem. Haako är jurist och försiktig när det gäller konflikter. Han undrar många gånger om det var ett klokt beslut att angripa Naboo.
- Episode II deltar inte Haako. Istället har Gilramos Libkath tagit hans ställe.
- Episode III har Haako återvänt till sin position som vicekungens adjutant. Dock får hans karriär ett olyckligt slut när Darth Vader mördar hela Separatistrådet och Haako. Haakos sista ord var "stop, noo..."